# Stazione di Senzoku-Ike
La stazione di Senzoku-Ike (洗足池駅?, Senzoku-Ike-eki) è una stazione ferroviaria di Tokyo che si trova a Ōta ed è servita dalla linea ● Ikegami delle Ferrovie Tōkyū.

## Linee
Tōkyū Corporation
● Linea Tōkyū Ikegami

## Struttura
La stazione, è costituita da due binari passanti con due marciapiedi laterali su viadotto, con ascensori per accesso ai disabili e servizi igienici per persone con mobilità ridotta.
| 1 | ● Linea Tōkyū Ikegami |  | per Yukigaya-Ōtsuka, Ikegami e Kamata |
| 2 | ● Linea Tōkyū Ikegami |  | per Hatanodai e Gotanda               |

## Stazioni adiacenti
| «                   | Servizio            | »                   |
| Linea Tōkyū Ikegami | Linea Tōkyū Ikegami | Linea Tōkyū Ikegami |
| ------------------- | ------------------- | ------------------- |
| Nagahara            | Locale              | Ishikawadai         |